# 斯蒂芬·詹内斯
斯蒂芬·詹内斯（英語：Stephen Jenness，1990年6月7日—），新西兰男子曲棍球运动员。他曾代表新西兰国家队参加2010年和2018年英联邦运动会曲棍球比赛，获得一枚银牌和一枚铜牌。